# Frédéric Girerd
Pour les articles homonymes, voir Girerd.
Frédéric Girerd, né le 23 août 1801 à Saint-Héand (Loire), et mort le 28 août 1859 à Château-Chinon (Nièvre), est un avocat et homme politique français.

## Biographie
Né à Saint-Héand (Loire) le 5 fructidor an IX (23 août 1801), 12e de quinze enfants, Pierre Frédéric Joseph Girerd est le fils de Jean-Baptiste Girerd (1750-1838), notaire royal à Saint-Héand (Loire) et de Marie-Catherine de Ladret (1764–1813), d'une ancienne famille de notaires royaux du Forez. Son oncle Barthélemy Girerd (1748-1827), médecin, maire de Tarare, fut député aux États généraux pour le Rhône en 1789, puis conseiller d'arrondissement sous le Consulat. Au cours de son droit à Paris, il se lie d’amitié avec Louis Brisson, Alexis Frébault et Michel de Bourges. Il est un temps secrétaire auprès de Marc de Voyer d’Argenson, député républicain, avant de s’installer à Nevers en qualité d’avocat en juillet 1826. Élu conseiller municipal de Nevers le 2 novembre 1831 (sous le mandat du maire, Jean Desveaux), il est réélu le 29 mai 1834, puis le 21 juillet 1840. Il appartient au groupe des Républicains avec Jacquinot, Jean-Baptiste Avril, Senelle, Wagnien… Dès lors, il se lance dans la politique comme chef de la Démocratie dans la Nièvre. En avril 1835, Girerd participe à la défense des Républicains jugés lors du « procès monstre ». 
En juillet 1840, naît L’Association, journal d’opposition, « organe des hommes de progrès du département », dont Girerd est l’instigateur. Claude Tillier, auquel Girerd confie la rédaction en chef de mai 1841 à juin 1843, y publiera, par épisodes, Mon Oncle Benjamin.
Conseiller général de Saint-Pierre-le-Moutier en 1845, Girerd est placé à la tête du département de la Nièvre le 28 février 1848 — quatre jours à peine après l’abdication du roi — en qualité de préfet avant d’être élu le 23 avril — jour de Pâques — par plus de 60 000 voix sur 75 000 suffrages, « représentant du peuple à l’Assemblée constituante ». Membre de la commission pour la loi sur l’état de siège, il proposa que le président de la République ne fut pas rééligible, amendement au projet de la Constitution qui, selon Alfred Massé, « s’il avait été adopté, aurait sans doute prévenu le coup d’État »[réf. nécessaire]. 
Le 1er décembre 1848, s’adressant aux habitants de la Nièvre, il dénonce en Louis-Napoléon Bonaparte « un ennemi de la République » et demande de voter pour « le salut de la société par l’affermissement de la République », c’est-à-dire en faveur du général Cavaignac, chef de l’exécutif depuis les journées de juin, de Lamartine, de Ledru-Rollin. Quatre jours plus tard, moins de deux semaines avant le scrutin présidentiel, Girerd décide de créer un nouveau journal démocratique, Le Bien du peuple, dont il confie la rédaction en chef à Anthony Duvivier. Le 5 décembre, il y déclare longuement son attachement à Cavaignac. Le 9, il ne mâche pas ses mots : « L’élection de M. Louis-Napoléon à la présidence serait une calamité pour le Pays, qui deviendrait la risée de toute l’Europe ». Mais Le Bien du peuple ne pèse guère dans la balance : le 10 décembre 1848 Louis-Napoléon Bonaparte obtient la présidence de la République avec l’écrasante majorité de 88 % des suffrages exprimés. « Tu es donc las de la corvée politique ? je le comprends bien ! J’ai un tel dégoût de tout ce qui se passe, que je suis rentrée dans ma coquille…et n’aspire qu’à y rester et à puiser dans le travail le courage de vivre et de garder ma foi » lui écrivait George Sand le 6 janvier 1849. Après l’échec des élections  législatives du 13 mai 1849, vient le temps de l’amertume et de la désillusion. Le succès incontestable du Parti de l’Ordre (coalition hétéroclite de conservateurs) et le score triomphal de la Montagne qui enlève six des sept sièges à pourvoir dans la Nièvre, sonne le glas des Républicains modérés.
Frédéric Girerd  abandonne successivement Le Bien du Peuple et son siège de représentant pour se consacrer à son cabinet d’avocat à Nevers. En 1853, il se rend acquéreur du château de Chevenon qu’il relève de ses ruines et qu’il restaure avec soin. 
Il meurt prématurément à Château-Chinon le 28 août 1859, laissant de son mariage avec Anna Bonabeau : Isabelle, épouse de l'avocat Louis Thevenet, et Cyprien Girerd (1832-1916), lequel sera avocat, préfet (1870) député de la Nièvre de 1871 à 1881, sous-secrétaire d’État à l’Agriculture et au Commerce de 1878 à 1880 dans les cabinets Dufaure, Freycinet et Jules Ferry.